# Isabelle Corey
Isabelle Corey, talvolta accreditata come Isabel Corey, all'anagrafe Cornet Isabelle Brigitte (Metz, 29 maggio 1939 – Crozon, 6 febbraio 2011), è stata un'attrice francese.

## Biografia
Scoperta da Jean-Pierre Melville mentre camminava per le strade di Montmartre, fu attiva nel cinema italiano – in particolare in film della commedia all'italiana – negli anni cinquanta.
È ricordata per essere stata una delle tre turiste con il fisico da pin up in visita in Italia nel film  Souvenir d'Italie (1957) di Antonio Pietrangeli.
Interprete anche di film peplum, ebbe una carriera molto breve (dal 1956 al 1961) e la sua filmografia include una quindicina di titoli.

## Filmografia

Isabelle Corey nel film Giovani mariti

- Bob il giocatore (Bob le flambeur), regia di Jean-Pierre Melville (1956)
- Piace a troppi (Et Dieu... créa la femme), regia di Roger Vadim (1956)
- La ragazza della salina (Harte Männer heisse Liebe), regia di František Čáp (1957)
- Souvenir d'Italie, regia di Antonio Pietrangeli (1957)
- Vacanze a Ischia, regia di Mario Camerini (1957)
- Giovani mariti, regia di Mauro Bolognini (1958)
- Amore a prima vista, regia di Franco Rossi (1958)
- Adorabili e bugiarde, regia di Nunzio Malasomma (1958)
- Afrodite, dea dell'amore, regia di Mario Bonnard (1958)
- L'amico del giaguaro, regia di Giuseppe Bennati (1958)
- Giuditta e Oloferne, regia di Fernando Cerchio (1959)
- La giornata balorda, regia di Mauro Bolognini (1960)
- Vacanze in Argentina, regia di Guido Leoni (1960)
- L'ultimo dei Vikinghi, regia di Giacomo Gentilomo (1961)
- Vanina Vanini, regia di Roberto Rossellini (1961)
- Il gladiatore invincibile, regia di Alberto De Martino, Antonio Momplet (1961)

## Doppiatrici italiane
- Maria Pia Di Meo in Giovani mariti, Adorabili e bugiarde
- Rita Savagnone in Souvenir d'Italie, La giornata balorda
- Fiorella Betti in La ragazza della salina
- Rosetta Calavetta in Vacanze a Ischia
- Luisella Visconti in Afrodite dea dell'amore